# Oenothera affinis
Oenothera affinis är en dunörtsväxtart som beskrevs av Jacques Cambessèdes. Oenothera affinis ingår i släktet nattljussläktet, och familjen dunörtsväxter. Inga underarter finns listade i Catalogue of Life.

## Bildgalleri

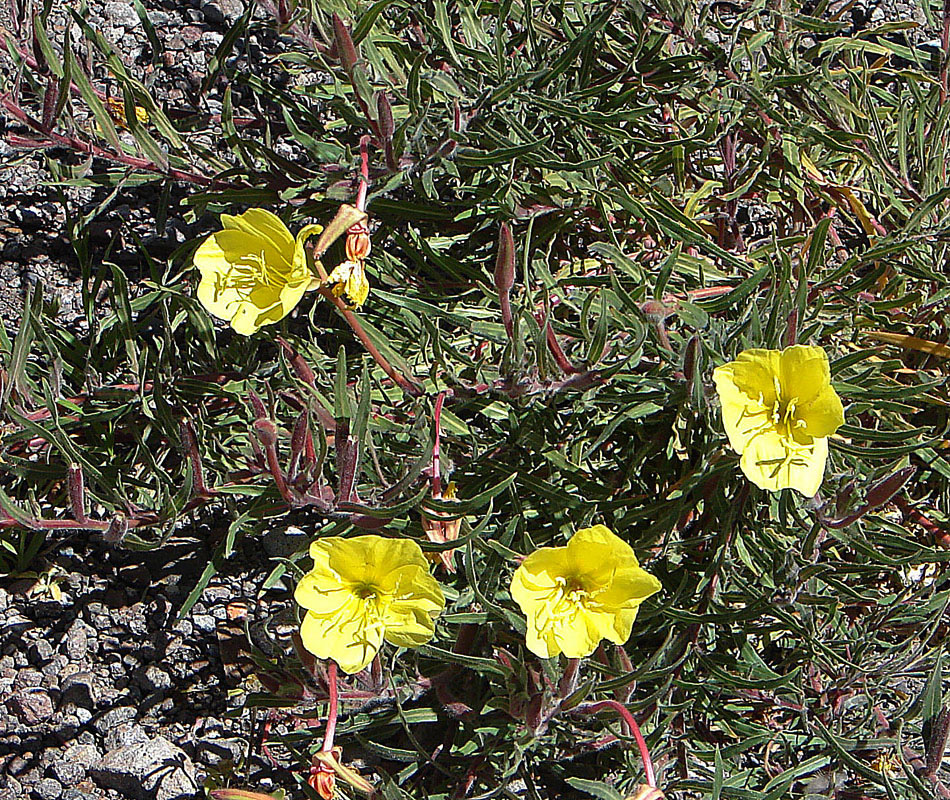